# Hysterothylacium aetobatum
Hysterothylacium aetobatum is een rondwormensoort uit de familie van de Anisakidae. De wetenschappelijke naam van de soort is voor het eerst geldig gepubliceerd in 2005 door Lakshmi.